# William A. Wheeler
William Almon Wheeler (30 tháng 6 năm 1819 –  4 tháng 6 năm 1887) là một chính trị gia và luật sư. Ông là một Dân biểu Hoa Kỳ từ New York từ năm 1861 - 1863 và 1869 -1877, và là Phó Tổng thống thứ 19 của Hoa Kỳ từ 1877 - 1881.
Sinh ra ở Malone, New York, Wheeler theo đuổi sự nghiệp pháp lý sau khi theo học tại Đại học Vermont. Sau khi đảm nhiệm ở nhiều vị trí địa phương khác nhau, ông đã thắng cử tại Cơ quan lập pháp bang New York. Ông phục vụ trong Quốc hội 1861-1863 và 1869-1877. Ông được tôn trọng nhiều người tôn trọng nhờ đức tính liêm chính của mình, và từ chối tăng lương của mình sau khi Quốc hội thông qua một khoản tăng lương năm 1873 mà ông phản đối.
Sau khi hội nghị quốc gia đảng Cộng hòa năm 1876 bầu Rutherford B. Hayes là ứng cử viên tổng thống của đảng sau bảy lần bỏ phiếu, các đại biểu đã đề cử Wheeler vào vị trí chạy đua tranh cử chức phó tổng thống. Được đề cử bởi Quốc hội Luke P. Ba Lan, Wheeler đã vươn lên dẫn đầu trước Frederick T. Frelinghuysen, Marshall Jewell, và Stewart L. Woodford để giành được đề cử trong lá phiếu đầu tiên. Wheeler được đề cử bởi vì ông nổi tiếng trong số các đồng nghiệp của mình, đã làm việc để tránh tạo ra kẻ thù trong Quốc hội. Ngoài ra, với tư cách là một cư dân của bang Đông đông dân cư New York, ông đã cung cấp số dư địa lý cho vé, vì Hayes đến từ bang Midwest đông dân của bang Ohio. Vé của đảng Cộng hòa chiếm ưu thế trong cuộc bầu cử tổng thống năm 1876, mặc dù họ đã thua phiếu phổ thông. Mặc dù họ đã không biết nhau trước khi hội nghị, Wheeler và Hayes đã cùng nhau thân thiện trong khi trong văn phòng. Họ đã chọn không tìm kiếm điều khoản thứ hai, và Wheeler trở lại Malone sau khi kết thúc nhiệm kỳ của mình. Ông qua đời ở Malone năm 1887, và được chôn cất tại Nghĩa trang Morningside ở Malone.

## Đầu đời và sự nghiệp
William Almon Wheeler sinh ra ở Malone, New York, và theo học Học viện Franklin và Đại học Vermont, mặc dù những lo ngại về tiền bạc buộc anh phải bỏ học mà không tốt nghiệp. (Wheeler nhận bằng danh dự bậc thầy của nghệ thuật từ trường Đại học Dartmouth năm 1865 và bằng thạc sĩ từ Đại học Vermont (1867) và Union College (1877). Năm 1876 ông nhận bằng cử nhân nghệ thuật từ Đại học Vermont. như trong khóa học ", làm cho anh ta tốt nghiệp lớp năm 1842.
Ông học luật với Asa Hascall, một luật sư và chính trị gia người Malone, từng là giám thị thị trấn, công lý của hòa bình, luật sư quận, và là thành viên của Nghị viện tiểu bang New York. Wheeler được nhận vào hội luật sư năm 1845, và tập sự tại Malone. Ông là Luật sư Quận Franklin County từ năm 1846 đến 1849. Ông là một thành viên của Hội (Franklin Co.) vào năm 1850 và 1851; và của Thượng viện bang New York (17th D.) vào năm 1858 và 1859.